# Joseph Poelaert

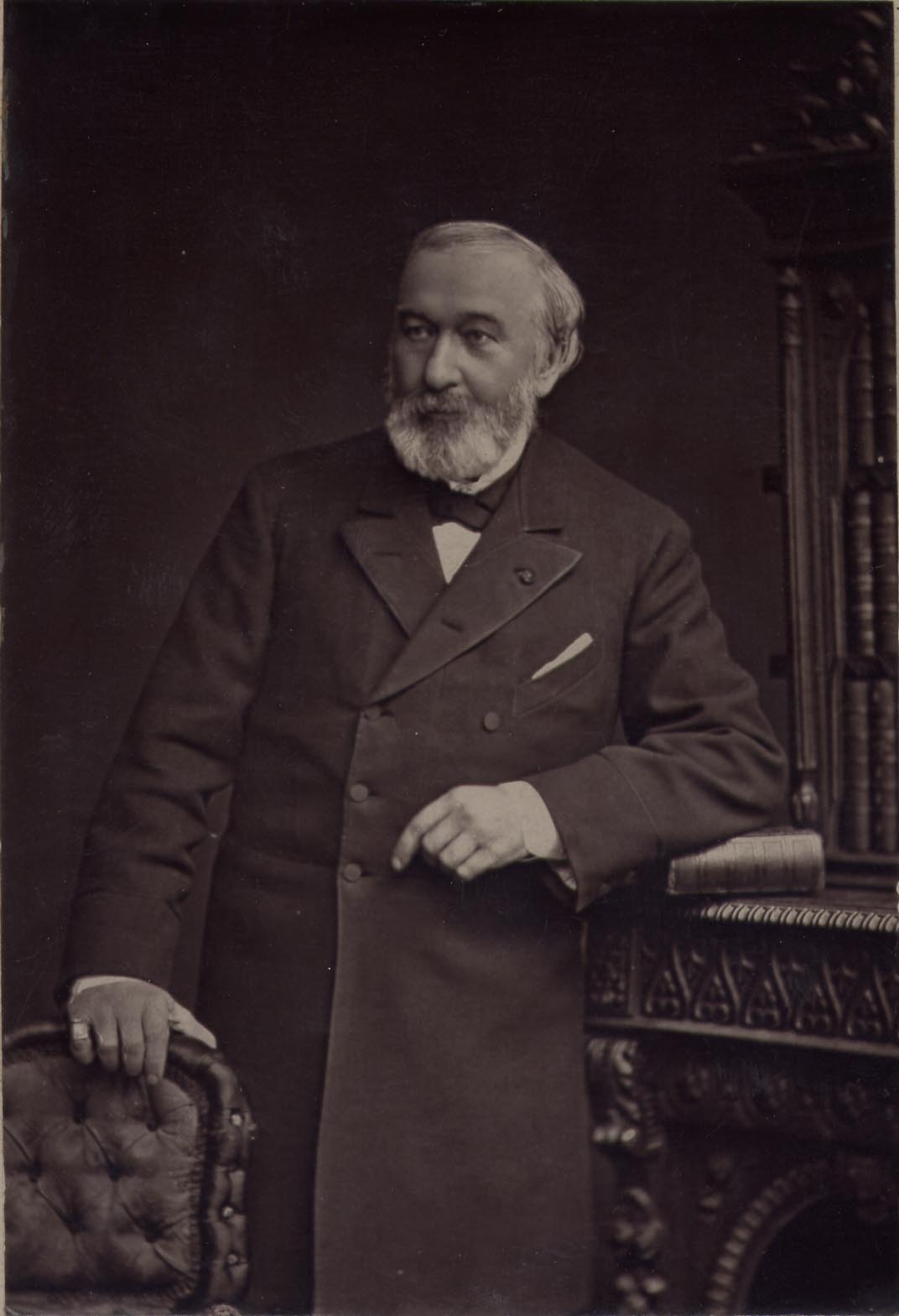
Der Architekt Joseph Poelaert

Joseph Poelaert (* 21. März 1817 in Brüssel; † 3. November 1879 ebenda) war ein belgischer Architekt.

## Leben

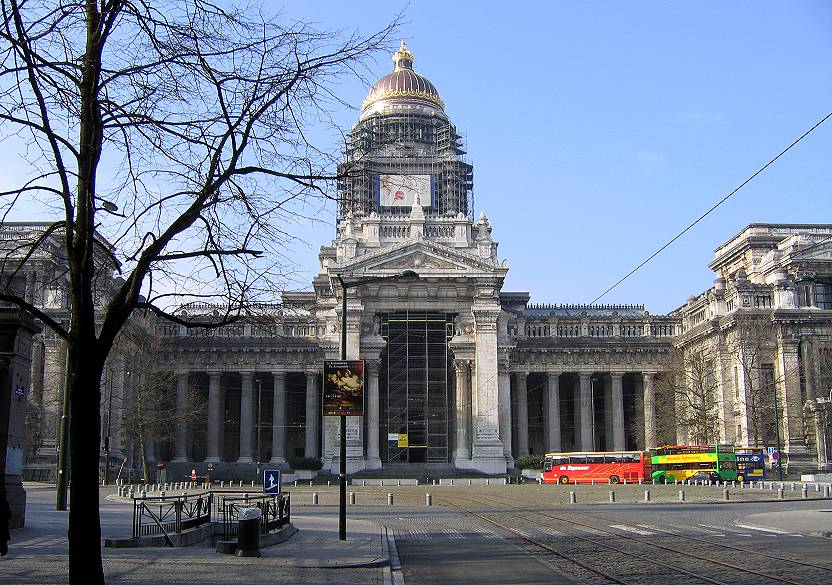
Der Justizpalast

Poelaert studierte an der Akademie der Schönen Künste in Brüssel und war dort unter anderem Schüler des bedeutenden neoklassizistischen belgischen Architekten Tieleman Franciscus Suys.
Poelaerts bekanntesten Bauwerke sind der monumentale Brüsseler Justizpalast, der zu seiner Entstehungszeit die gesamte Stadt überragte, die Kongresssäule, welche höher als die Säule auf der Place Vendôme in Paris zu sein hatte, die Liebfrauenkirche zu Laeken, der Wiederaufbau des Brüsseler Opernhauses La Monnaie/De Munt nach einem Brand, sowie zahlreiche Regierungsgebäude.
Poelaert machte sich ein Vergnügen daraus, seine Bauwerke mit Symbolen der griechisch-römischen Mythologie zu schmücken, nach denen die Betrachter gerne Ausschau halten und diese zu interpretieren suchen.
Poelaert starb, plötzlich und unerwartet, vier Jahre vor der Vollendung seines Hauptwerkes, dem Justizpalast. Von seinem Werk hat man nach dem Tode keine Pläne und Unterlagen finden können. Allerdings sind unlängst bei Renovierungsarbeiten im Keller des Palastes über 800 Bauzeichnungen aufgefunden worden. Die Zeichnungen sollen von der Gebäuderegie dem Reichsarchiv übergeben und digitalisiert veröffentlicht werden.

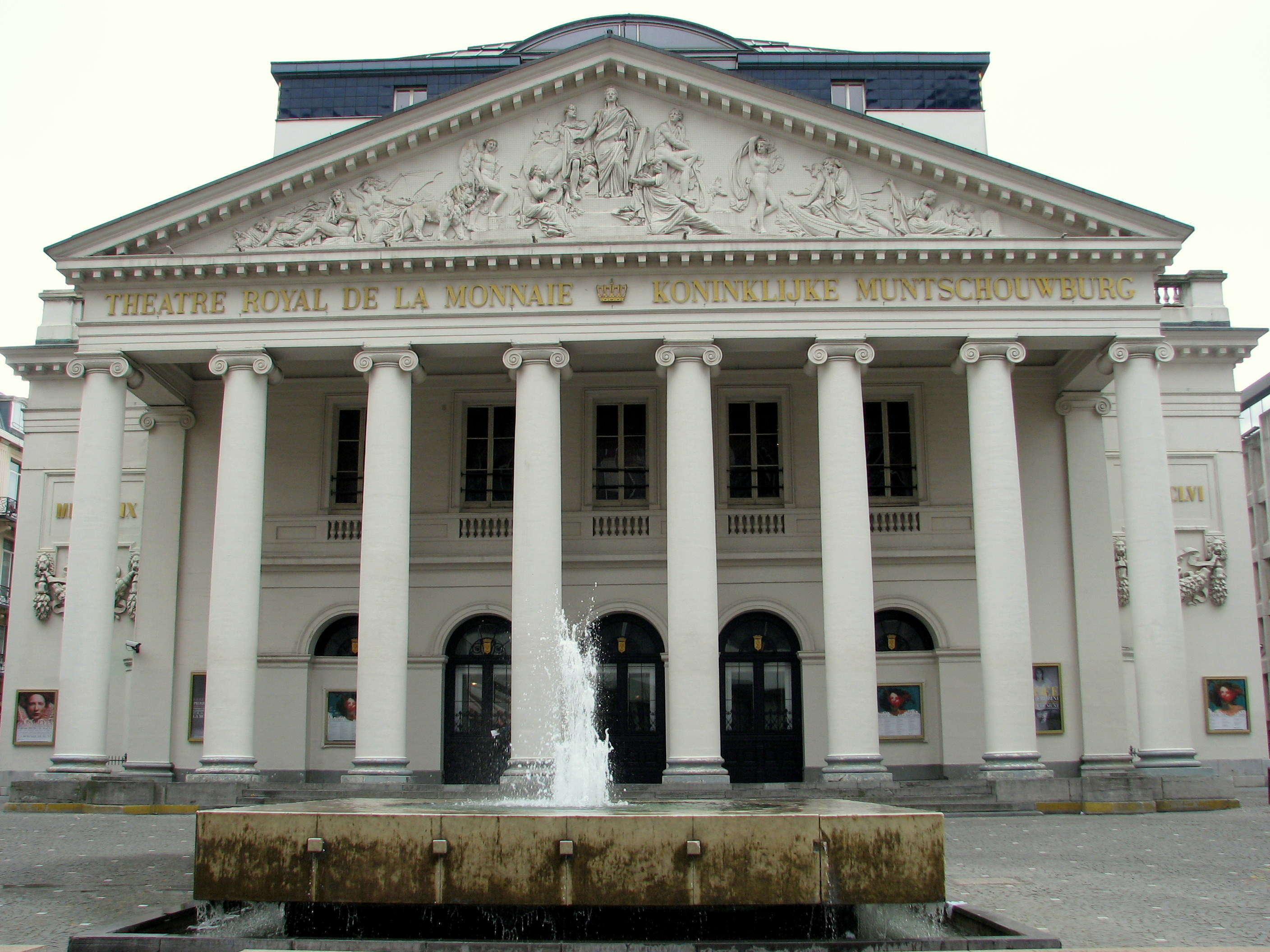
Opernhaus Monnaie/Munt

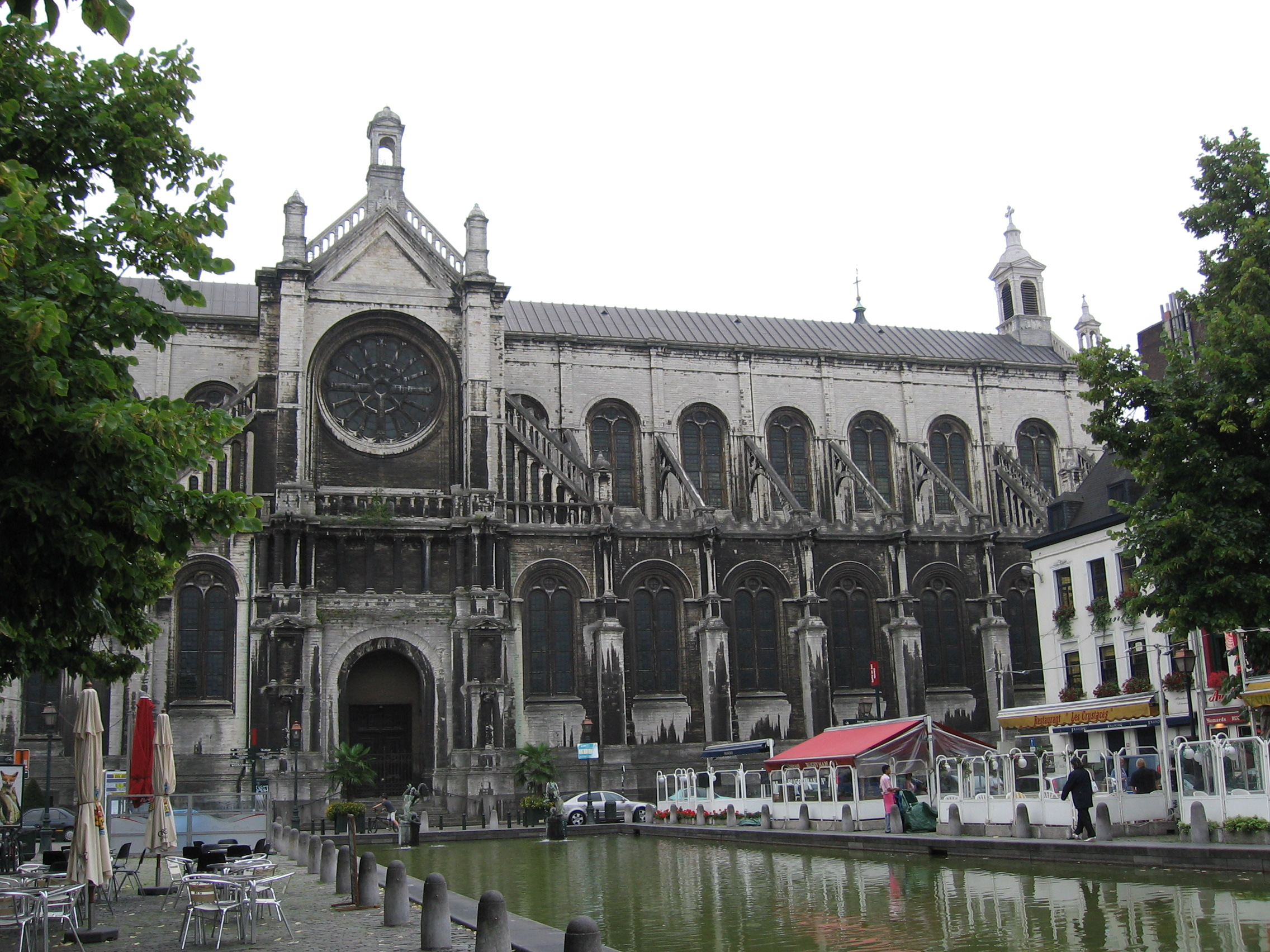
Die Katharinenkirche (Sint-Katelijnekerk/Eglise Sainte-Catherine)

## Bedeutendste Arbeiten
- Justizpalast
- Brüsseler Opernhaus La Monnaie/De Munt
- Kongress-Säule
- Liebfrauenkirche in Laken
- Katharinenkirche[3]

Nach Joseph Poelaert ist der größte Platz in Brüssel benannt (place Poelaert / Poelaertplein).